# Quản lý chuỗi nhu cầu

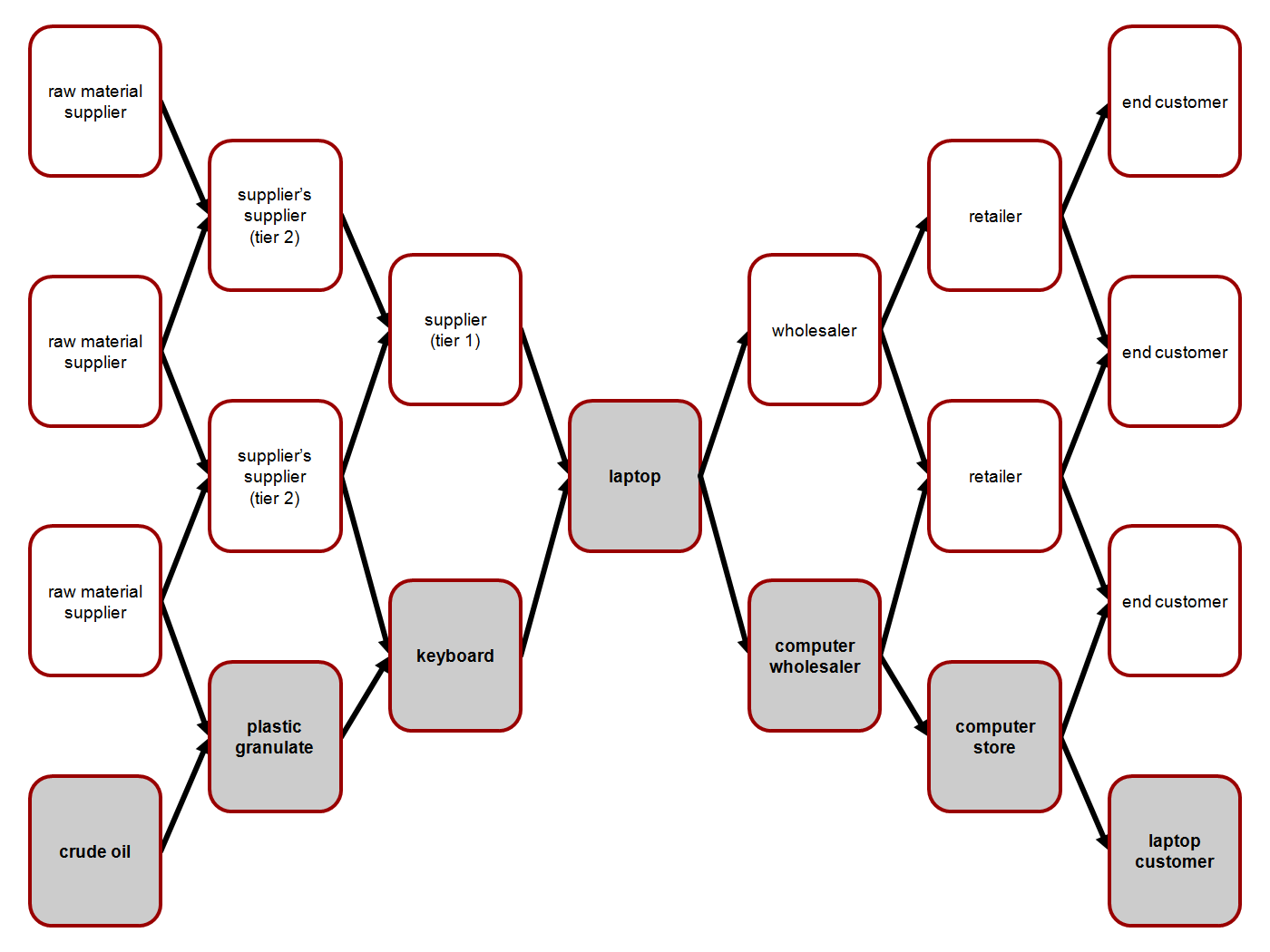
Quản lý chuỗi nhu cầu nhằm mục đích quản lý các mạng lưới cung và cầu phức tạp và năng động. (x. Wieland / Wallenburg, 2011)

Quản lý chuỗi nhu cầu (DCM) là quản lý mối quan hệ giữa nhà cung cấp và khách hàng để cung cấp giá trị tốt nhất cho khách hàng với chi phí thấp nhất cho toàn bộ chuỗi nhu cầu.  Quản lý chuỗi nhu cầu tương tự như quản lý chuỗi cung ứng nhưng đặc biệt quan tâm đến khách hàng.
Các công cụ phần mềm quản lý chuỗi nhu cầu thu hẹp khoảng cách giữa quản lý quan hệ khách hàng và quản lý chuỗi cung ứng.  Các quy trình chuỗi cung ứng của tổ chức được quản lý để cung cấp giá trị tốt nhất theo nhu cầu của khách hàng.  DCM tạo ra các tài sản chiến lược cho công ty về mặt tạo ra giá trị tổng thể vì nó cho phép công ty thực hiện và tích hợp các chiến lược tiếp thị và quản lý chuỗi cung ứng (SCM) để cải thiện hiệu suất tổng thể.  Một nghiên cứu của trường đại học ở Wageningen (Hà Lan) coi DCM là một phần mở rộng của quản lý chuỗi cung ứng, do sự kết hợp của quan điểm định hướng thị trường vào khái niệm của nó.

## Mạng lưới cung cấp theo nhu cầu
Mạng cung ứng theo nhu cầu (DDSN) là một phương pháp quản lý chuỗi cung ứng bao gồm xây dựng chuỗi cung ứng để đáp ứng với các tín hiệu nhu cầu.  Lực lượng chính của DDSN là nó được thúc đẩy bởi nhu cầu của khách hàng.  So với chuỗi cung ứng truyền thống, DDSN sử dụng kỹ thuật kéo.  Nó mang đến cho DDSN cơ hội thị trường để chia sẻ thêm thông tin và cộng tác với những người khác trong chuỗi cung ứng.
DDSN sử dụng mô hình năng lực bao gồm bốn cấp độ.  Cấp độ đầu tiên là Phản ứng, cấp độ thứ hai là Dự đoán, cấp độ thứ ba là Cộng tác và cấp độ cuối cùng là Giao hưởng.  Hai cấp độ đầu tiên tập trung vào chuỗi cung ứng nội bộ trong khi hai cấp độ cuối cùng tập trung vào các mối quan hệ bên ngoài trong toàn Doanh nghiệp mở rộng.
Trong chuỗi nhu cầu, một khách hàng kích hoạt dòng chảy bằng cách đặt hàng từ nhà bán lẻ, người sắp xếp lại từ nhà bán buôn, người sắp xếp lại từ nhà sản xuất, người sắp xếp lại nguyên liệu từ nhà cung cấp.  Đơn đặt hàng chảy ngược, lên chuỗi, trong cấu trúc này.
Nhiều công ty đang cố gắng chuyển từ một dự báo xây dựng sang một dự luật xây dựng để đặt hàng.  Thuộc tính của nhu cầu theo nhu cầu là một mức độ: Được "0%" theo nhu cầu có nghĩa là tất cả các quyết định sản xuất / tồn kho đều dựa trên dự báo, và do đó, tất cả các sản phẩm có sẵn để bán cho người dùng cuối đều có dự báo.  Đây có thể là trường hợp của hàng thời trang, nơi nhà thiết kế có thể không biết người mua sẽ phản ứng thế nào với một thiết kế mới, hoặc ngành công nghiệp đồ uống, nơi sản phẩm được sản xuất dựa trên một dự báo nhất định.  Nhu cầu theo định hướng "100 phần trăm" là một trong đó đơn hàng được nhận trước khi bắt đầu sản xuất.  Các ngành công nghiệp máy bay thương mại phù hợp với mô tả này.  Trong hầu hết các trường hợp, không có sản xuất xảy ra cho đến khi nhận được đơn đặt hàng.

### Lợi thế cạnh tranh
Để tạo lợi thế cạnh tranh bền vững với DDSN, các công ty phải giải quyết ba điều kiện: Sắp xếp (tạo ưu đãi chung), Agility (đáp ứng nhanh với thay đổi ngắn hạn) và Thích ứng (điều chỉnh thiết kế chuỗi cung ứng).

### Quan niệm sai lầm
Có năm quan niệm sai lầm thường được thực hiện về nhu cầu (DDSN):
1. Các công ty có thể nghĩ rằng họ được thúc đẩy bởi nhu cầu bởi vì họ có một dự báo tốt về công ty của họ.
2. Họ đã thực hiện sản xuất tinh gọn.
3. Họ có dữ liệu tuyệt vời về tất cả khách hàng của họ.
4. Họ nghĩ rằng đó là một dự án công nghệ và dự báo của công ty là một tín hiệu khả năng hiển thị nhu cầu.
5. Họ có một cái nhìn tốt hơn về nhu cầu của khách hàng.

Một thành phần quan trọng của DDSN là DDM (sản xuất theo nhu cầu "thời gian thực").  DDM mang đến cho khách hàng cơ hội để nói những gì họ muốn, ở đâu và khi nào.

## Thực hiện theo nhu cầu
Quản lý chuỗi nhu cầu cũng giống như quản lý chuỗi cung ứng, nhưng chú trọng vào việc kéo người tiêu dùng so với đẩy nhà cung cấp.  Chuỗi nhu cầu bắt đầu với khách hàng, sau đó chuyển qua bất kỳ đại lý, nhà phân phối và đối tác kinh doanh nào khác giúp bán sản phẩm và dịch vụ của công ty.  Chuỗi nhu cầu bao gồm cả lực lượng bán hàng trực tiếp và gián tiếp.  Nhu cầu của khách hàng rất khó phát hiện vì trong tình huống chứng khoán (OOS) làm sai lệch dữ liệu được thu thập từ Thiết bị đầu cuối POS.  Theo các nghiên cứu của Corsten / Gruen (2002, 2008)  tỷ lệ OOS là khoảng 8%.  Đối với các sản phẩm được khuyến mại, tỷ lệ OOS tồn tại lên đến 30%.  Thông tin đáng tin cậy về nhu cầu là cần thiết cho DCM do đó giảm OOS là yếu tố chính giúp DCM thành công.
Corsten và Gruen mô tả các yếu tố chính để giảm tỷ lệ OOS:
- Độ chính xác dữ liệu
- Dự báo và đặt hàng chính xác
- Số lượng đặt hàng
- Bổ sung
- Công suất (thời gian cung cấp)
- Dung lượng (Gói) và Tuân thủ Planogram
- Bổ sung kệ

Việc thực hiện các quy trình được hệ thống hỗ trợ dẫn đến công nghệ mới Xử lý giao dịch cực đoan được mô tả bởi Gartner Research.  Công nghệ này cho phép xử lý lượng dữ liệu khổng lồ (POS, RFID) trong thời gian thực cung cấp thông tin cho người quản lý cửa hàng, người quản lý kệ và chuỗi cung ứng.
Theo các nghiên cứu của Ayers, để tìm ra các phương pháp phù hợp phù hợp với các loại công ty khác nhau, điều đầu tiên các công ty nên làm là đánh giá tiến trình của họ để đạt được mức quản lý chuỗi cung ứng đẳng cấp thế giới.  Để tăng mức độ theo nhu cầu, các công ty cần phải thực hiện một nỗ lực có hệ thống có ba yếu tố:
1. Rút ngắn thời gian thực hiện quy trình: Thời gian thực hiện chung bao gồm thời gian chu kỳ riêng cho nhiều quy trình.  Bước này liên quan đến việc rút ngắn thời gian chu kỳ ở mỗi bước trong các quy trình đường dẫn quan trọng từ điểm mua đến khi bắt đầu sản xuất cho toàn bộ chuỗi cung ứng.
2. Áp dụng kinh tế mô hình dòng chảy: Kinh tế mô hình dòng chảy bao gồm các cách chi phí thấp để thay đổi hỗn hợp và khối lượng.  Sản xuất tinh gọn là một ngành học có cùng mục tiêu với kinh tế học dòng chảy.
3. Thay thế dự báo bằng nhu cầu: Bước này yêu cầu chia sẻ thông tin lên xuống chuỗi hiệu quả.  Một lý tưởng là cho tất cả các đối tác có quyền truy cập vào mức độ bán hàng thời gian thực cũng như các quy tắc kinh doanh để phản ứng.

## Đánh giá chuỗi cung ứng theo nhu cầu
Các công ty phải có một hệ thống đo lường hiệu suất phù hợp được áp dụng thường xuyên để xác định các khu vực cần cải thiện để thiết lập một quy trình cải tiến liên tục bền vững.  Theo Dale và Ritchie, để sử dụng quá trình tự đánh giá là rất quan trọng.  Việc tự đánh giá sẽ cho phép các tổ chức nhận ra điểm mạnh và khoảng trống của mình và xác định các hành động cải tiến liên quan đến quy trình lập kế hoạch kinh doanh.  Có một số tiêu chí cần thiết cho quá trình tự đánh giá thành công:
- Đạt được cam kết và hỗ trợ từ tất cả các cấp nhân viên
- Hành động được thực hiện từ tự đánh giá trước đó
- Kết hợp tự đánh giá vào quá trình lập kế hoạch kinh doanh
- Không cho phép quy trình được "thêm vào" cho nhân viên khối lượng công việc hiện có
- Phát triển một khuôn khổ để giám sát hiệu suất [15]

Tầm quan trọng của chuỗi cung ứng và quy trình kiểm toán hoạt động thể hiện một bước cơ bản để hỗ trợ các dự án cải tiến.  Theo nghiên cứu của Salama, yếu tố cốt lõi của kiểm toán là giai đoạn chẩn đoán và không kiểm toán nào có thể được coi là thành công trừ khi nó thực sự cung cấp sự hiểu biết thấu đáo về cách các yếu tố cấu thành của một tổ chức tương tác với nhau (ví dụ: con người, quy trình và công nghệ), đó là các tương tác ràng buộc hệ thống và cách các tương tác này được phản ánh trên hiệu suất theo định hướng thị trường.  Tập hợp các tính năng và yêu cầu được cung cấp cho một phương pháp kiểm toán có thể được xem xét khi phát triển đánh giá DDSC:
- Nhanh chóng / Chính xác - Phương pháp nên dựa trên các công cụ, các bước và một "động cơ" được thiết kế để mang lại kết quả chính xác nhất có thể trong thời gian ngắn nhất có thể.
- Không xâm lấn - Phương pháp nên được xây dựng để yêu cầu nỗ lực ít nhất có thể từ tài nguyên của tổ chức.
- Khả năng mở rộng - Phương pháp nên có khả năng mở rộng.
- Tránh thiên vị / có căn cứ về mặt lý thuyết - Phương pháp nên được xây dựng theo cách giảm thiểu sai lệch có thể có trong giai đoạn chẩn đoán, đồng thời khai thác kiến thức mà những người làm việc hàng ngày trong một tổ chức có trong quy trình của họ.
- Kích thích xây dựng sự đồng thuận - Việc kích thích xây dựng sự đồng thuận có thể đạt được theo những cách khác nhau.
- Minh bạch - Tất cả các công cụ và các bước được sử dụng trong phương pháp nên được ghi rõ ràng trong tất cả các phần.  Không có "cỗ máy bí mật" nào đứng sau phương pháp luận